# Doremidan
DOREMIdan (en japonais ドレミ團) est un groupe de musique japonais. Leur musique est un mélange de plusieurs styles. Cela passe par le metal/punk en y ajoutant des sons swings, jazzy. Leur look est très influencé gothico-lolitesque avec un teint blafard.

## Biographie
Le groupe se forme en janvier 2002. À cette période, la formation n'était pas la même que maintenant. Elle se composait de Makoto (ex. Brilliant Sugar) au chant, Haruhi à la guitare, Ko-zi à la basse et Reika (ex. Madeth Gray'll) à la batterie.
Leur première démo Chocolate Candy sort le 3 mars 2002.
Vient ensuite leur premier maxi single Kabocha no basha wa MACH GO! GO! qui sort le 8 août 2002. Durant l'année, Doremidan participera à quelques CD omnibus comme Loof of Life II ou encore Yougenkyou 3.
Le 12 décembre, Haruhi et Ko-zi quittent Doremidan après un live. Un single sort, nommé Akai kutsu.
Le groupe est donc en pause mais ils reviennent le 2 février 2003, avec tout d'abord Ken et Ryu aux guitares, ainsi que Maya à la basse.
Ils en profitent pour sortir un tout nouveau maxi single Shinshoku DOREMI techou le 4 avril 2003 et celui-ci sera suivi d'une seconde presse le 1er mai. Le 8 août sort le maxi Kyoushuu ereji Triple Play. Une seconde presse sortira également le 1er novembre. Après la formation fait quelques lives dans divers endroits. Lors de celui du 13 novembre, le single Kono ame no mukou ni... sera vendu. Même chose pour le single Hatsukoi monogatari qui sera vendu le 18 novembre.
Le groupe commence à se faire connaître en 2004. Ils participent au Cannonball Tour 2004, une tournée avec entre autres Shulla, Sendai Kamotsu, D, Porori, Zero, Unzu ou encore Hotaru. Pour préparer la tournée, un CD Cannonball Vol1 sortit le 25 février.

## Composition du groupe
- Makoto : chant
- Ken : guitare
- Ryu : guitare
- Reika : batterie
- Shinji : basse

Anciens membres :
- Haruhi : guitare
- Ko-zi : basse

## Anecdote
Le nom du groupe est une référence à la face B de Get Back des Beatles : Don't let me down, qui se prononce à peu près de la même manière avec l'accent japonais.